# Orden de la Espada

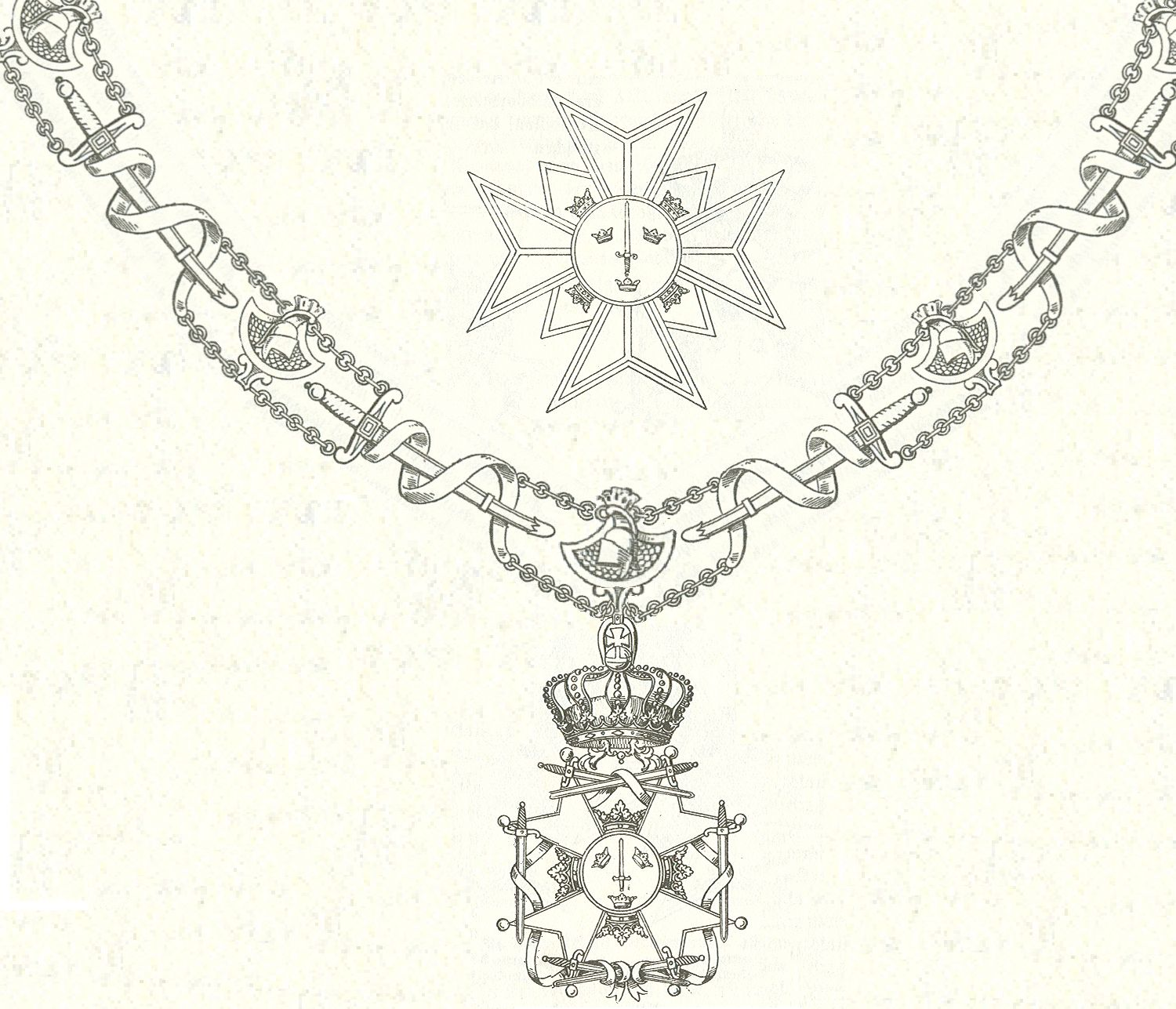
Collar y placa de la orden

La Orden de la Espada (Oficialmente: Orden Real de la Espada. En sueco: Kungliga Svärdsorden) es una orden de caballería sueca, creada por el rey Federico I de Suecia el 23 de febrero de 1748, junto con la Orden de los Serafines y la Orden de la Estrella Polar.
Otorgada a oficiales, y originalmente concebida como un premio a la valentía y particularmente para recompensar el servicio útil o prolongado,finalmente se convirtió en un premio más o menos obligatorio para los oficiales militares después de un cierto número de años de servicio. Originalmente constaba de tres grados, Caballero, Comandante y Comandante Gran Cruz, pero estos serían más tarde multiplicados dividiéndolos en clases.
El lema de la orden reza en latín: Pro Patria que significa Por la Patria.

## Historia
La orden fue creada por el rey Federico I en 1748, junto con otras dos órdenes, la Orden de los Serafines y la Orden de la Estrella Polar. En 1788 el rey Gustavo III creó dos grados nuevos en la orden, que solo podrían ser conferidos en tiempos de guerra:
- "Caballero Gran Cruz, Primera Clase" - La cruz tiene una forma similar a la cruz de Caballero, pero del mismo tamaño del distintivo de Gran Cruz y para ser lucido como un colgante en el cuello, y la estrella tiene la forma de un espada de plata alzada. Es otorgada a comandantes de división de al menos el rango de un mayor general por conseguir una victoria importante en batalla. Incluso el monarca solo podría llevar este grado por la decisión unánime de sus oficiales (como en los casos de Gustavo III y Carlos XIV Juan.
- "Caballero Gran Cruz" - La cruz tiene una forma similar a la cruz del Caballero, pero del mismo tamaño que el distintivo de Gran Cruz y es lucido colgando del cuello, y la estrella tiene la forma de dos espadas de plata, en alto y formando cruz una con otra.

Estos grados propiamente dichos eran solo otorgados a oficiales comisionados, pero una condecoración afiliada, la Svärdstecken ("Placa de la Espada"), presentada en 1850, fue otorgada a oficiales no comisionados; uno de ellos, así condecorado, podía llamarse un svärdsman ("hombre de Espada"). Una Medalla de la Espada también fue presentada para hombres enlistados. Ambos los oficiales no comisionados y los hombres enlistados tenían que haber prestado servicios por al menos dieciséis años para cualificar a la respectiva Placa o Medalla.
En 1952 una especial medalla de distinción fue añadida a la orden. Estas solo podrían ser otorgadas en tiempos de guerra. Ellas son la Cruz de Guerra del Orden de la Espada en Oro, en Plata, y en Bronce. Son lucidas en el mismo cordón que el de la orden, y la medalla consiste en la cruz aspada de la Orden acuñado en oro, plata o bronce, con una espada en alto detrás del medallón central que soporta las tres coronas suecas, y en los espacios entre los brazos superiores e inferiores de la cruz. En la parte superior de los pomos de los brazos superiores de la cruz y de la espada hay una pequeña corona real.
El orden es ya no es concedida desde 1975, pero técnicamente todavía existe. Su Majestad el rey Carlos XVI Gustavo de Suecia frecuentemente lleva, colgando del cuello, su insignia de Comandante Gran Cruz y la placa correspondiente.
Anteriormente la recepción de nuevos Comandantes Grandes Cruces tuvo lugar sin ceremonias religiosas en los apartamentos reales, pero en la presencia de los otros Comandantes Grandes Cruces de la Orden, de los Caballeros de la de los Serafines, y los Comandantes Grandes Cruces de todo las otras órdenes. Por juramento el Comandante electo se obliga a sí mismo “a defender con su vida y propiedad la religión Luterano-Evangélica, servir fielmente al Rey y al país, y para combatir con coraje contra los enemigos del país.” Cuándo un extranjero fue elegido como Comandante Gran Cruz, la insignia fue enviada a él en el extranjero, mientras él, en su turno, transmitió a los archivos del Orden una declaración de los servicios rendidos por él.

## Grados
La Orden de la Espada en tiempos de paz tuvo cinco clases:
- Comandante Gran Cruz - lucían la insignia en un collar (cadena) o en una banda en el hombro derecho, más la estrella en el pecho izquierdo;
- Comandante 1ª Clase - lucían la insignia en un colgante en el cuello, más la estrella en el pecho izquierdo;
- Comandante - lucían la insignia en un colgante en el cuello;
- Caballero 1.ª Clase - lucían la insignia en un listón en el pecho izquierdo;
- Caballero - lucían la insignia en un listón en el pecho izquierdo;

Más la Insignia de la Espada y la Medalla de la Espada, ambos lucidas en un listón en el pecho izquierdo.

## Insignia y hábito
La insignia de la orden Cruz maltesa en aspa (con forma de "X"), en plata para la clase de Caballero y en oro para la clase Caballero de 1ª y por encima; coronas de oro abiertas aparecen entre las armas de la cruz. El medallón central del anverso porta una espada de oro alzada entre tres coronas de oro sobre fondo esmaltado de azul; el medallón central del reverso tiene una espada de oro alzada que cruza una corona de laureles de oro, y la leyenda latina "Pro Patria" (Por la Patria) sobre un fondo esmaltado de azul. Un par de espadas de oro cruzadas en vainas esmaltadas de azul con cuchillas hacia abajo tendidas a través de la abertura entre los brazos superiores de la cruz en la parte superior de la insignia. Además las insignias de las dos clases más altas también tienen una similar espada alzada en oro y azul a través de las aberturas en los lados de la cruz, y un par idéntico de espadas cruzadas en oro y azul con el filo hacia abajo entre las armas más bajas de la cruz en la parte inferior de la insignia, los pares de espadas cruzadas están aseguradas juntas y las espadas laterales están atadas a la cruz por un solo moño dorado que cruza los brazos de la cruz por detrás. La insignia cuelga de una corona real dorada y esmaltada.
El Collar de la Orden es de oro en forma de once espadas doradas envainadas en esmalte azul con cintos de oro conectados por cadenas de oro y alternados con once escudos de oro pelte cada uno soportando un casco esmaltado de azul.
La Insignia de la Espada es similar a la insignia de plata de caballero de la Orden. El medallón frontal central está esmaltado pero los brazos de la cruz no tienen esmalte blanco ni está esmaltada tampoco la parte de atrás de esta insignia.
La Medalla de la Espada es de también de plata y redondeada, con una corona real sobre su lado superior. La Medalla porta la espada y las tres coronas de la insignia de la Orden rodeada por una banda con las palabras suecas, "Konung och Fädernesland" (Rey y Patria).
La Venera del Orden es una cruz de malta de plata, el medallón central lleva la misma espada alzada entre las tres coronas de oro sobre un fondo esmaltado de azul. La placa de la Gran Cruz también tiene coronas doradas sobre pequeños rayos triangulares entre los brazos de la cruz.
La Cinta de la Orden es amarillo con rayas azules cerca de sus bordes (los colores nacionales suecos).
Anteriormente la Orden también tuvo un hábito azul y amarillo distintivo lucido en ocasiones formales como en capítulos de la Orden. El hábito incluía pantalones amarillos, un abrigo amarillo hasta las rodillas con lengüetas azules en el hombro y faja amarilla, cada uno bordeado en azul, un manto azul forrado con satín azul y un fajín de hombro azul con orla dorada. La estrella del Orden estaba bordada sobre el pecho izquierdo de ambos (el abrigo y el manto). Un sombrero de copa alta negro con banda de sombrero dorada y un penacho de plumas blancas de avestruz y plumas negras de garceta, y un par de botas negras con espuelas doradas completaban el hábito. El collar de la Orden era lucido sobre los hombros del abrigo.